# Karl Paulus Kallin
Pour les articles homonymes, voir Kallin.
Karl Paulus Kallin est un musicien et directeur musical suédois, né le 11 mars 1880 et décédé le 15 août 1960 à Stockholm. Il fut membre de l'orchestre SF de 1931 à 1938.

## Filmographie
- Giftasvuxna döttrar (sv) (1933)